# Trosiny
Trosiny (niem. Trosienen) – wieś w Polsce położona w województwie warmińsko-mazurskim, w powiecie bartoszyckim, w gminie Sępopol. W latach 1975–1998 miejscowość administracyjnie należała do województwa olsztyńskiego.
We wsi znajduje się przystanek autobusowy.

## Historia
W 1978 r. we wsi było 16 indywidualnych gospodarstw rolnych, uprawiających łącznie 132 ha ziemi. W tym czasie we wsi była świetlica i punkt biblioteczny. W 1983 r. była to wieś o zwartej zabudowie z pięcioma domami i 39 mieszkańcami.